# Castro (San Francisco)

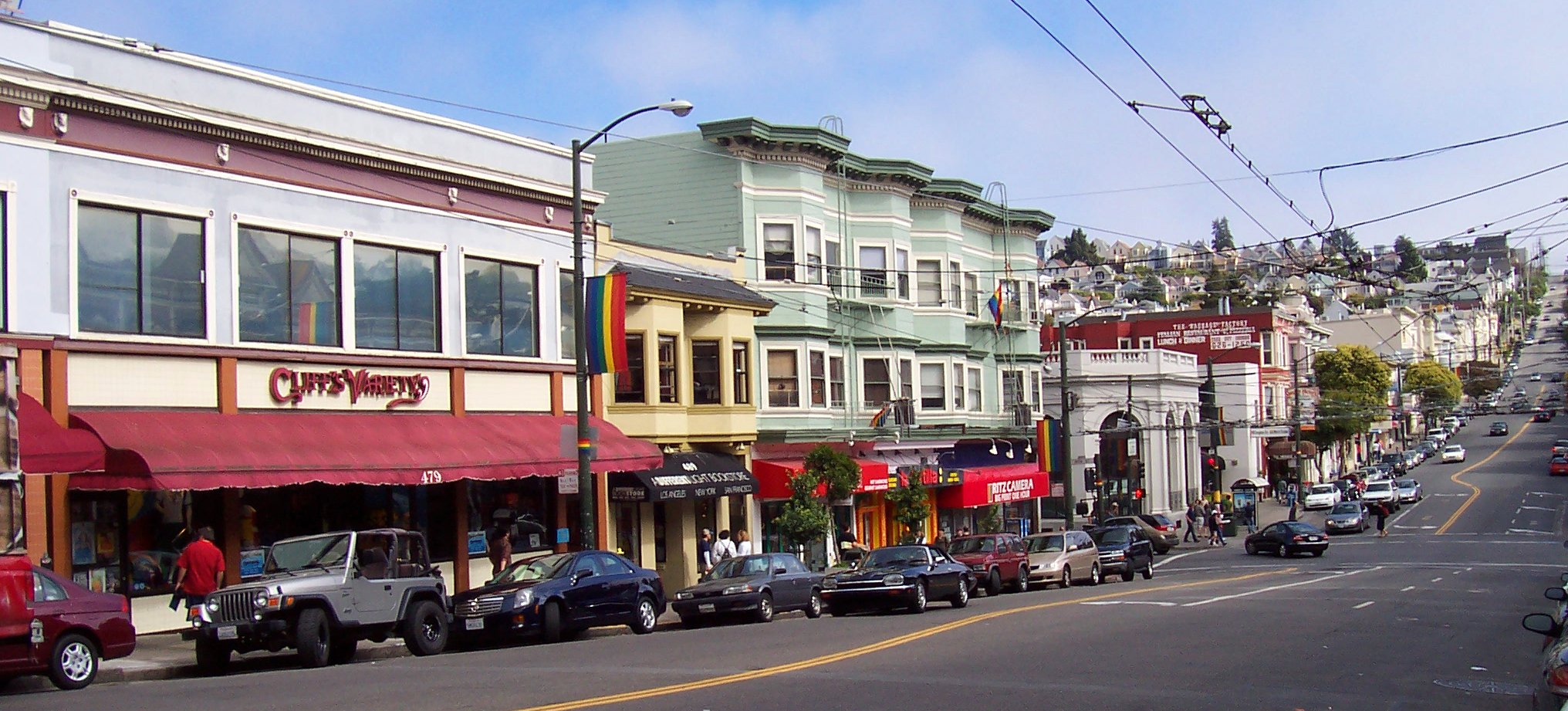
Winkels aan de Castro Street. Regenboogvlaggen, vaak met homoseksualiteit geassocieerd, hangen overal langs de straat.

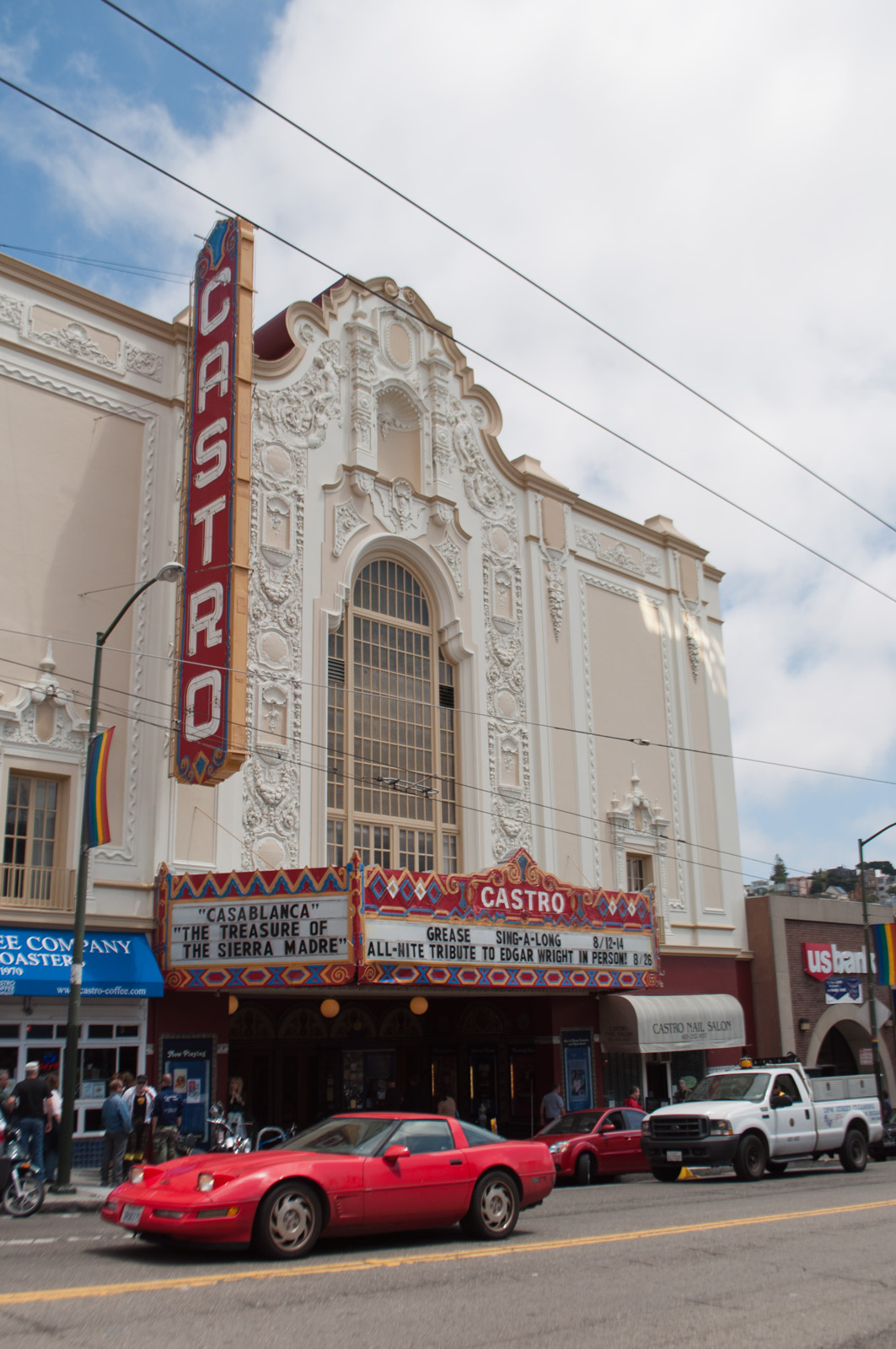
Gevel van het Castro Theatre.

Castro of Eureka Valley is een buurt in de Amerikaanse stad San Francisco (Californië). De buurt staat er vooral om bekend als het hart van San Francisco's homogemeenschap, die grotendeels geconcentreerd is in het business district, aan Castro Street, tussen Market Street en 19th Street. 
Groter-Castro omvat ook de omringende woongebieden. Het is begrensd door het Mission District, Noe Valley, Twin Peaks en Haight-Ashbury. Duboce Triangle en Dolores Heights worden hier vanwege het grote aantal gay residents meestal ook bij gerekend.

## Geschiedenis
De buurt die nu onder de naam Castro bekend is, ontstond in 1887 toen de Market Street Cable Railway een lijn legde van Eureka Valley naar Downtown, San Francisco. 
Vanaf 1910 tot 1920, werd Castro bekend als "Little Scandinavia" wegens het aantal mensen van Zweedse, Noorse, en Finse afkomst dat daar leefde. De Scandinavische stijl kan in sommige gebouwen langs Market Street nog steeds worden gezien.
Castro werd een Ierse arbeidersbuurt in de jaren 30 en bleef zo tot midden jaren 60.
Castro werd bekend als homo-centrum na de Summer of Love in het naburige district Haight Ashbury in 1967. De bijeenkomst zorgde ervoor dat tienduizenden jongeren van over heel de VS naar deze buurt kwamen. De buurt, die eerder als de Eureka Valley bekendstond, werd bekend als Castro, naar het Castro Theatre op de hoek van Castro en Market Street.
De in 1971 geopende Twin Peaks Tavern was waarschijnlijk de eerste openlijke homobar van de Verenigde Staten. Tegen 1975 had Harvey Milk er een camerawinkel geopend. Als homo-activist droeg hij verder bij tot het begrip van Castro als homo-bestemming.
Het gebied werd zwaar geraakt door de aids/hiv crisis van de jaren 80. In het begin van die periode begon stadsambtenaren met een hardhandig optreden op badhuizen en lanceerden initiatieven die poogden de verspreiding van aids te verhinderen. Kiosken die nu aan Market en Castro Street staan promoten safe sex.
Het in 2011 geopende GLBT Historical Society Museum was het eerste lhbt-museum van de Verenigde Staten en het tweede ter wereld.